# ان‌جی‌سی ۳۶۲۸
ان‌جی‌سی ۳۶۲۸ (به انگلیسی: NGC 3628) یک کهکشان مارپیچی بدون میله در صورت فلکی شیر است. توسط ویلیام هرشل و در سال ۱۷۸۴ کشف شد. 